# Con Conrad
Con Conrad (né Conrad K. Dober, 18 juin 1891 - 28 septembre 1938) est un auteur-compositeur et producteur américain.

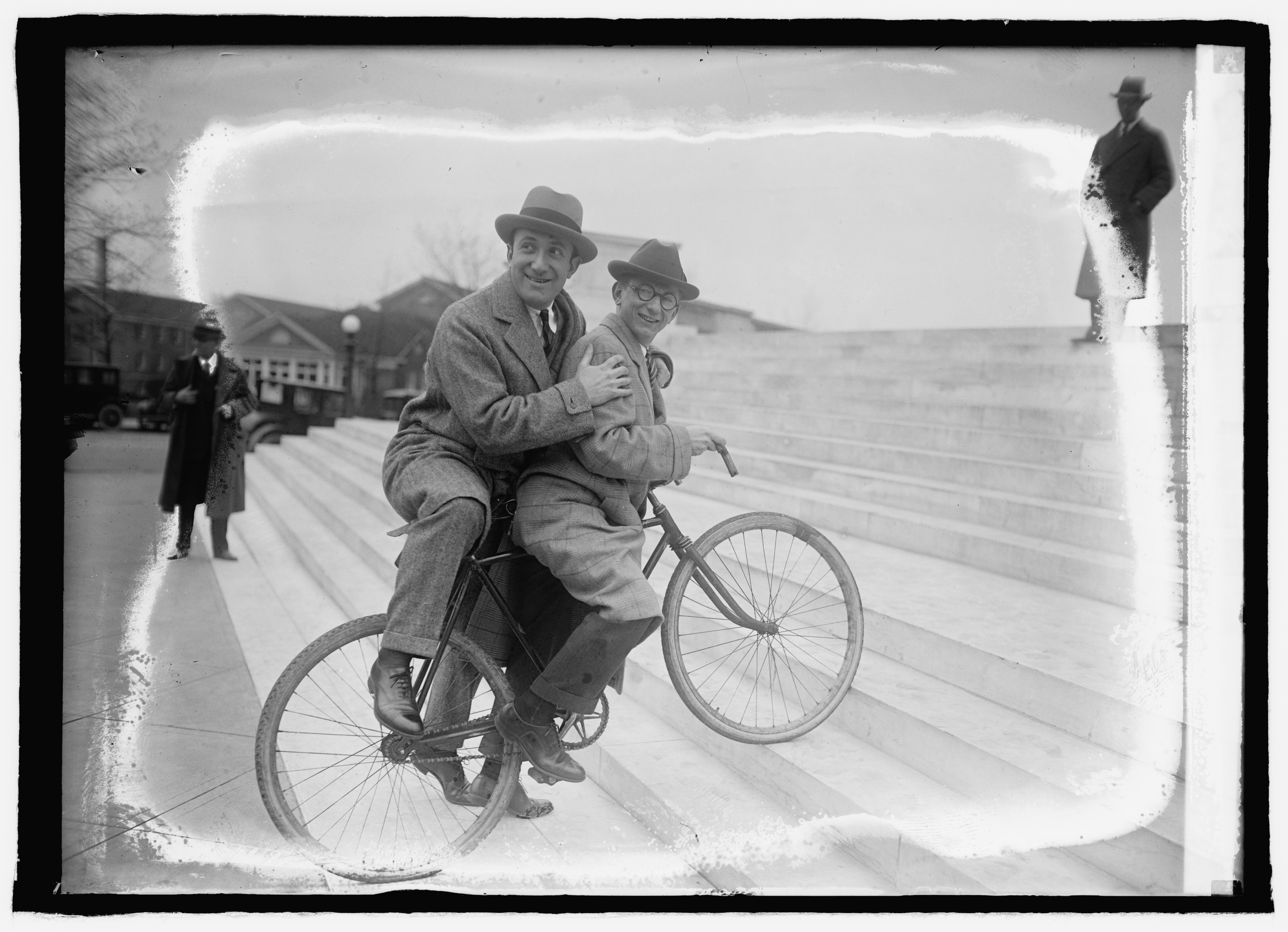
Con. Conrad et Irving Caesar